# Adolf Potthoff
Adolf Potthoff (* 14. Februar 1897 in Herne, Westfalen; † 19. Mai 1969 in Niš, Jugoslawien) war ein deutscher Journalist, Pädagoge und Schriftsteller.

## Leben
Adolf Potthoff studierte an der Universität Münster; er schloss dieses Studium 1921 mit der Promotion zum Doktor der Philosophie ab. Anschließend war er als Journalist für Zeitungen in Buer und Gelsenkirchen tätig. Ab 1925 wirkte Potthoff als Gymnasiallehrer in Dortmund und Hildesheim. Zuletzt lebte er als freier Schriftsteller in Konstanz. Er kam bei einem Unfall auf der Rückreise von Griechenland ums Leben.
Adolf Potthoff verfasste vorwiegend Gedichte und Theaterstücke. Daneben gab er Werke von Paul Ernst heraus und übersetzte aus dem Französischen, Spanischen, Italienischen und Niederländischen.

## Werke
- Aus erlebten Stunden. Cöln 1918
- Eichendorff als Calderon-Übersetzer. Münster 1921
- Grubenfahrt. Bad Rothenfelde 1923 (zusammen mit Heinz Raasch)
- Der Zauberstein. Berlin 1931
- Paul Ernst. München 1935

## Herausgeberschaft
- Miguel de Cervantes: Fünf Zwischenspiele. Leipzig 1924
- Paul Ernst: Auswahl erdachter Gespräche. München 1933
- Paul Ernst: Zehn Geschichten. München 1933
- Paul Ernst: Yorck. München 1934
- Paul Ernst: Brunhild. München 1936
- Paul Ernst: Heinrich I. im Kaiserbuch. München 1940

## Übersetzungen
- Honoré de Balzac: Die derbdrolligen Geschichten. Bad Rothenfelde 1924
- Giambattista Basile: Das Pentameron. Hattingen (Ruhr) 1954
- Pieter J. Bouman: Allgemeine Gesellschaftslehre. Dortmund 1947
- Pedro Calderón de la Barca: Das Leben ein Traum. Hildesheim 1931
- Pedro Calderón de la Barca: Der wundertätige Magier. München 1925

## Mitgliedschaften (Auswahl)
- Paul-Ernst-Gesellschaft